# Abdulla Anwar
Abdullah Anwar Abdulla Naser Al Ameri, meglio noto come Abdulla Anwar (in arabo عبد الله أنور‎?; Abu Dhabi, 2 giugno 1999), è un calciatore emiratino, attaccante dell'Al-Uruba .

## Carriera
Abdulla Anwar inizia la sua carriera nell' Al-Wahda essendo un prodotto del settore giovanile del club. Il 2 Settembre 2019, Anwar realizza una tripletta nel match contro lo Sharjah valido per la  UAE Arabian Gulf Cup 2019-2020 . Il 19 Ottobre 2019, Anwar fa anche il suo esordio da professionista per l'Al-Wahda contro l' Al-Nasr durante il match di UAE Arabian Gulf League 2019-2020, rimpiazzando Ismail Matar .

## Palmarès

### Club

#### Competizioni nazionali
- UAE Super Cup: 1 :

Al-Wahda: 2019